# Grace Tanamal
Grace Sylvia Ingrid Annemarie Tanamal (La Haya, 10 de enero de 1957) es una política neerlandesa que actualmente ocupa un escaño en la Segunda Cámara de los Estados Generales para el período legislativo 2012-2017 por el Partido del Trabajo (Partij van de Arbeid).
Antes de ingresar al parlamento, Tanamal fue concejala del Ayuntamiento de Amersfoort y fue una activa dirigente sindical. Entre sus tareas legislativas forma parte de las comisiones de Defensa; Salud, Bienestar y Deportes; Relaciones del Reino; y Asuntos Sociales y Empleo.